# Paardengraf

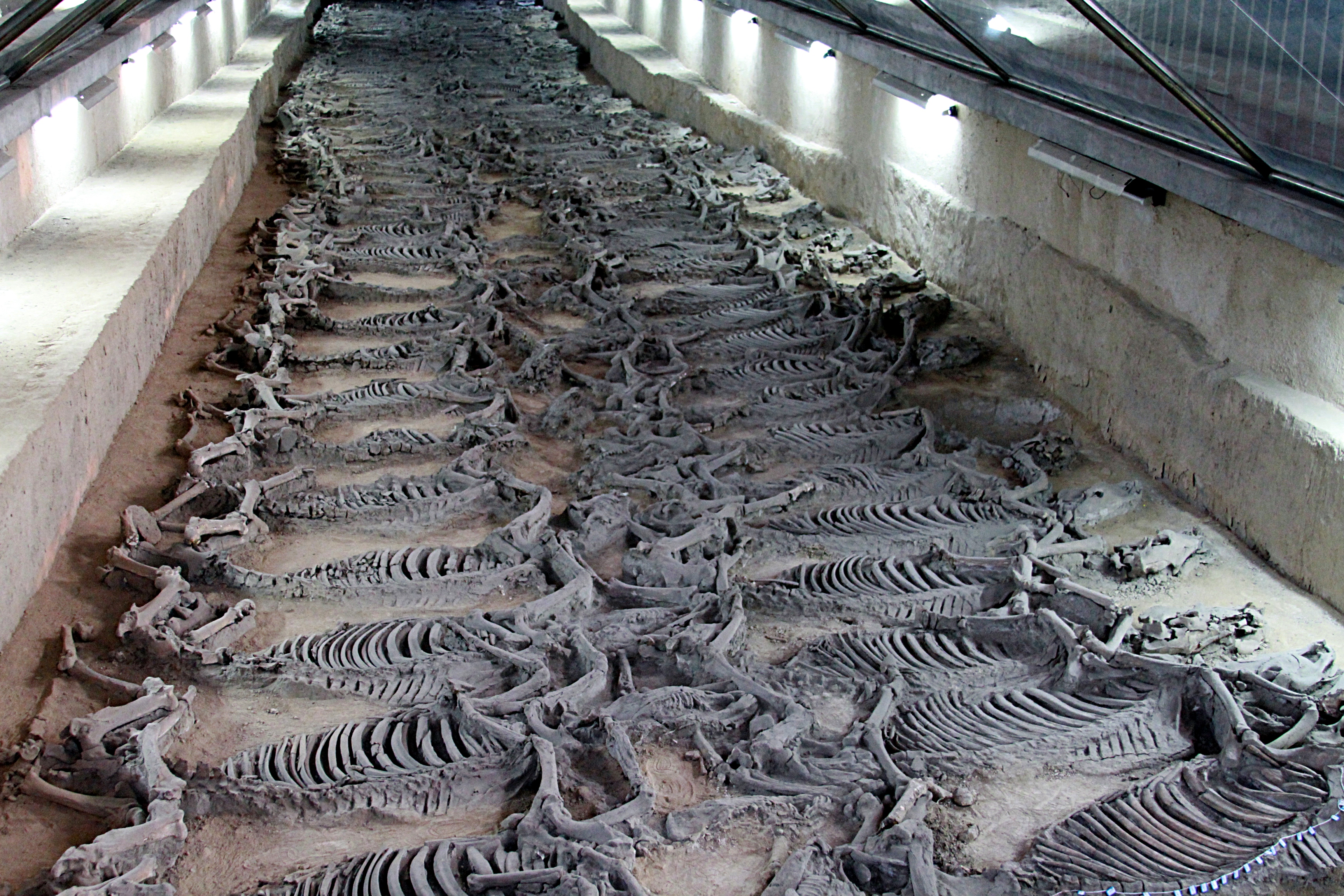
Paardenskeletten in het "paardenoffergraf" bij het graf van hertog Jing van de Chinese staat Qi (ca. 490 v.Chr., tijdens de Periode van Lente en Herfst), voor zover bekend het grootste paardengraf ter wereld.

Een paardengraf is een graf waarin naast een overledene ook een of meerdere paarden begraven zijn. Het begraven van paarden werd tot in de hoge middeleeuwen gepraktiseerd door verschillende Indo-Europese volkeren. Ook elders in de wereld kwam deze praktijk voor, zoals bij een aantal Chinese en Turkse volkeren. Het begraven van paarden wijst op de hoge waarde die werd toegekend aan deze dieren in de betreffende culturen en geeft tegelijkertijd inzichten in de migratiestromen van deze volkeren. Het offeren van paarden vormde onderdeel van een bredere traditie van het brengen van paardenoffers. Soortgelijke graven zijn de (strijd)wagengraven, waarbij soms complete strijdwagens al dan niet met paarden begraven werd bij een overledene.

## Praktijk
Aan het paard wordt in veel menselijke culturen een grote symbolische waarde toegekend, soms zelfs in de vorm van paardenverering. In Keltische en Germaanse culturen kon het paard bijvoorbeeld 'worden geassocieerd met de rijzende zon' en werden paarden vereerd en gebruikt voor waarzeggerij. Paardenoffers waren echter minder algemeen. In menselijke graven in Duitsland en Scandinavië zijn bijvoorbeeld regelmatig paardenoffers aangetroffen, terwijl Keltische paardenoffers zeldzaam zijn. De gevonden paardengraven verschillen van plek tot plek. Soms werden de paarden begraven, soms gecremeerd. Soms werden ze bijgezet in hetzelfde graf als de overledene (zoals bij Salamis op Cyprus, bij de Hettieten en de Mycenen) en soms in een apart gat begraven, zoals bij het paardengraf in de wierde De Bouwerd bij het Nederlandse dorp Ezinge en in het Duitse Wulfsen in Nedersaksen. In sommige culturen werden paarden bijgezet in graven voor mannelijke helden terwijl bij andere culturen er ook paarden zijn aangetroffen in graven van vrouwen.
Andersoortig vee werd veel minder op deze wijze begraven. In het Verenigd Koninkrijk bijvoorbeeld is naast 31 paardengraven slechts 1 koeiengraf gevonden (samen met een vrouw), het enige in Europa.

## Verspreiding

### Oorsprong en verspreiding

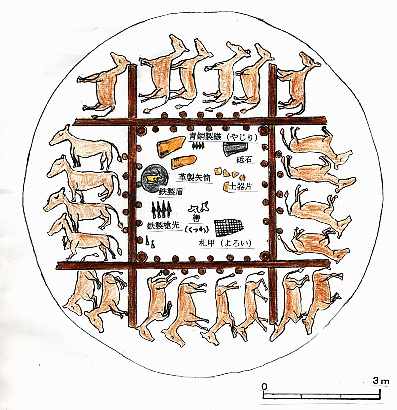
Schets van de koerganbegraafplaats bij Kostromskaja in het zuiden van Rusland

Paardengraven zijn gevonden in het gebied waar paarden gedomesticeerd werden of daaraan grensden. Deze domesticatie begon op de Euraziatische steppe tussen ongeveer 4000 en 3500 v.Chr. Het begraven van paarden vond plaats binnen culturen met een mythologie waarbinnen dit een plek had. Deze culturen omvatten Turkse, Chinese en Indo-Europese culturen.
Het vroegst bekende paardengraf in de Oude Wereld is een graf uit de Samaracultuur in het dorpje Sjezzjeje aan de Wolga uit het 5e of 4e millennium v.Chr. Duizenden jaren later beschreef Herodotus de praktijk onder de Scythen. Hierbij werden een of een of meer paarden geofferd bij de begrafenis van van belangrijke leiders of strijders. Plekken met paardengraven zijn te vinden in alle delen van de wereld waar de Indo-Arische, Turkse en Chinese volkeren zich vestigden. Hiertoe behoren Tall al-Ajjul (in de Gazastrook, uit 2100 v.Chr.), Centraal-Iran (2e millennium v.Chr.), Marlik (Iran, late 2e millennium v.Chr.), de Kobancultuur (Kaukasus, ca. 1100-400 v.Chr.), de Aldy-Belcultuur (Toeva in Zuid-Siberië, 7e-3e eeuw v.Chr.), de Cimmeriërs (8e-7e eeuw v.Chr.) en Gordium (in Frygië, mogelijk na 700 v.Chr.). Een paardenbegrafenis van Bactrië wijst op een migratie in het 2e millennium v.Chr. van ruiterculturen vanuit Centraal-Azië naar Turkmenistan. Een paardengraf in Tell el-Dab'a in Egypte vormt een bewijs van de introductie van het paard in Egypte door de Hyksos gedurende de tweede tussenperiode (1650-1550 v.Chr.).
In China dateren de eerste paardengraven (waaronder graven met strijdwagens) van de Shang-dynastie (1600-1100 v.Chr.). Het meest bijzondere graf is dat van hertog Jing van Q (regeerde tussen 547 en 490 v.Chr.), dat een apart graf bevatte met de overblijfselen van mogelijk meer dan 600 paarden. Latere graven, met name uit de Tang-dynastie, bevatten de meer bekende paarden met resten van aardewerk.
In een koergan van een nomade uit ongeveer 700 v.Chr bij Kostromskaja in het zuiden van Rusland werden in het graf van een mannelijke strijder met zijn uitrusting boven hem ook dertien mensen zonder versiering begraven en rond de randen van het graf tweeëntwintig paarden in tweetallen.
Paardengraven maken deel uit van de Pazyrykbegraafplaatsen (in de gelijknamige vallei op het Oekokplateau), waar uitbundig uitgedoste paarden werden gedood en soms begraven werden in ruimten die gescheiden waren van de ruimten die menselijke resten bevatten.
Paardengraven waren kenmerkend voor het voorchristelijke Hongarije in de 9e en 10e eeuw (zowel in in Mikulčice als in Sterlitamak werd een paardengravure opgegraven), vooral voor rijke leden van de samenleving. Hierbij werd de dode begraven naast de huid en de schedel van een gezadeld paard. De rest van het paardenvlees werd mogelijk gegeten tijdens de begrafenisceremonie.

### Germaanse volkeren
Germaanse volkeren hechtten grote waarde aan het paard. Het paard zou een 'bekende' kunnen zijn geweest van de god Wodan. Volgens Tacitus waren paarden mogelijk vertrouwelingen van de goden. Scandinavische literatuur uit de 8e tot de 11e eeuw benadrukt het belang van paarden in de Viking-samenleving. Paarden waren nauw verbonden met goden, vooral met Odin en Freyr. Paarden speelden een centrale rol in begrafenispraktijken, evenals in andere rituelen. Paarden waren bekende vruchtbaarheidssymbolen en er waren veel cultussen rond paardenvruchtbaarheid. De rituelen die hiermee gepaard gingen waren paardengevechten, begrafenissen, paardenvleesconsumptie en paardenoffers.

#### Angelsaksen

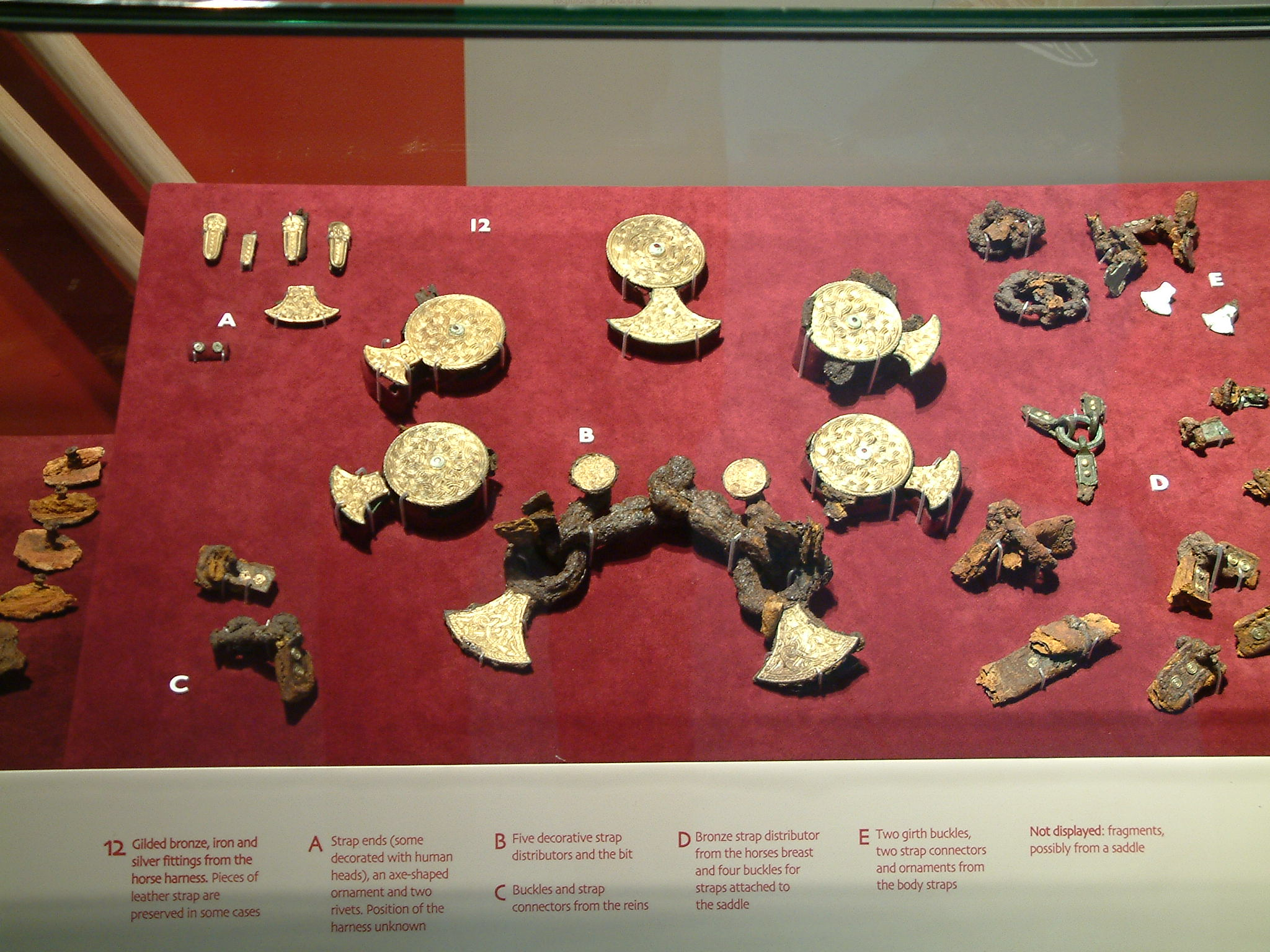
Overblijfselen uit het paardengraf in Mound 17 in Sutton Hoo.

Hengest en Horsa, de mythische voorouders van de Angelsaksen, worden ook in verband gebracht met paarden, en verwijzingen naar paarden kunnen worden gevonden door de hele Angelsaksische literatuur. Echte paardengraven in Engeland zijn relatief zeldzaam en "kunnen wijzen op invloed van het vasteland". Een bekende Anglo-Saksische paardenbegrafenis uit de 6e of 7e eeuw is Mound 17 in Sutton Hoo, een paar meter van het beroemde scheepsgraf in Mound 1. In een graf uit de 6e eeuw nabij Lakenheath in het Britse Suffolk werd naast het lijk van een man een 'compleet paard in harnas, met een emmer voedsel aan zijn kop' gevonden.

#### Scandinavië
Onderzoek naar archeologische opgravingen in Noorwegen wijst op enkele patronen in paardengraven die vergelijkbaar zijn met andere gebieden. Onder de 600 archeologisch onderzochte graven waren 40 paardengraven. Paardengraven worden volgens dit onderzoek zowel in Noorwegen als in IJsland vaker bij mannen gevonden, maar er zijn ook enkele vrouwelijke graven met paarden gevonden. Uit een ander onderzoek in IJsland (waar paardengraven veel vaker voorkomen dan in Noorwegen) naar 115 graven met resten van paarden die tussen 1999 en 2006 werden gevonden bleek echter weer dat veel graven juist de overblijfselen van een vrouw bevatten. De meeste graven in IJsland en Noorwegen zijn bedekt door ronde of ovale heuvels. De grafgiften die gevonden zijn in paardengraven op Vikingbegraafplaatsen in Noorwegen en IJsland zijn ook redelijk vergelijkbaar. In mannelijke graven worden meestal wapens en gereedschappen gevonden, terwijl in graven van vrouwen meestal bijzettingen van gereedschap, kralen en broches worden gevonden. Beide geslachten werden vaak begraven met rij-uitrusting zoals paardenbitten en hoofdstellen.

#### Rusland
Viking-begrafenisrituelen waren complex en dramatisch. De Arabische reiziger Ahmed ibn Fadlan beschreef een ritueel voor een scheepsbegrafenis bij de Varjagen. De begrafenis bestond uit enkele dagen van rouw, het naaien van speciale grafkleren, hondenoffers, het rennen met paarden, die vervolgens in stukken werden gesneden en in het schip werden geplaatst met de overledene, waarna het geheel werd verbrand. Dit toont aan dat het afslachten van paarden een dramatische en gedenkwaardige gebeurtenis was; dit werd opgetekend in zijn beschrijving. Rekening houdend met de economische waarde van paarden, was dit waarschijnlijk geen lichtvaardig besluit. Gezien de publieke vertoning van het offer, werd dit niet alleen om persoonlijke religieuze gedaan en had het waarschijnlijk ook belangrijke sociale gevolgen.

#### België en Nederland

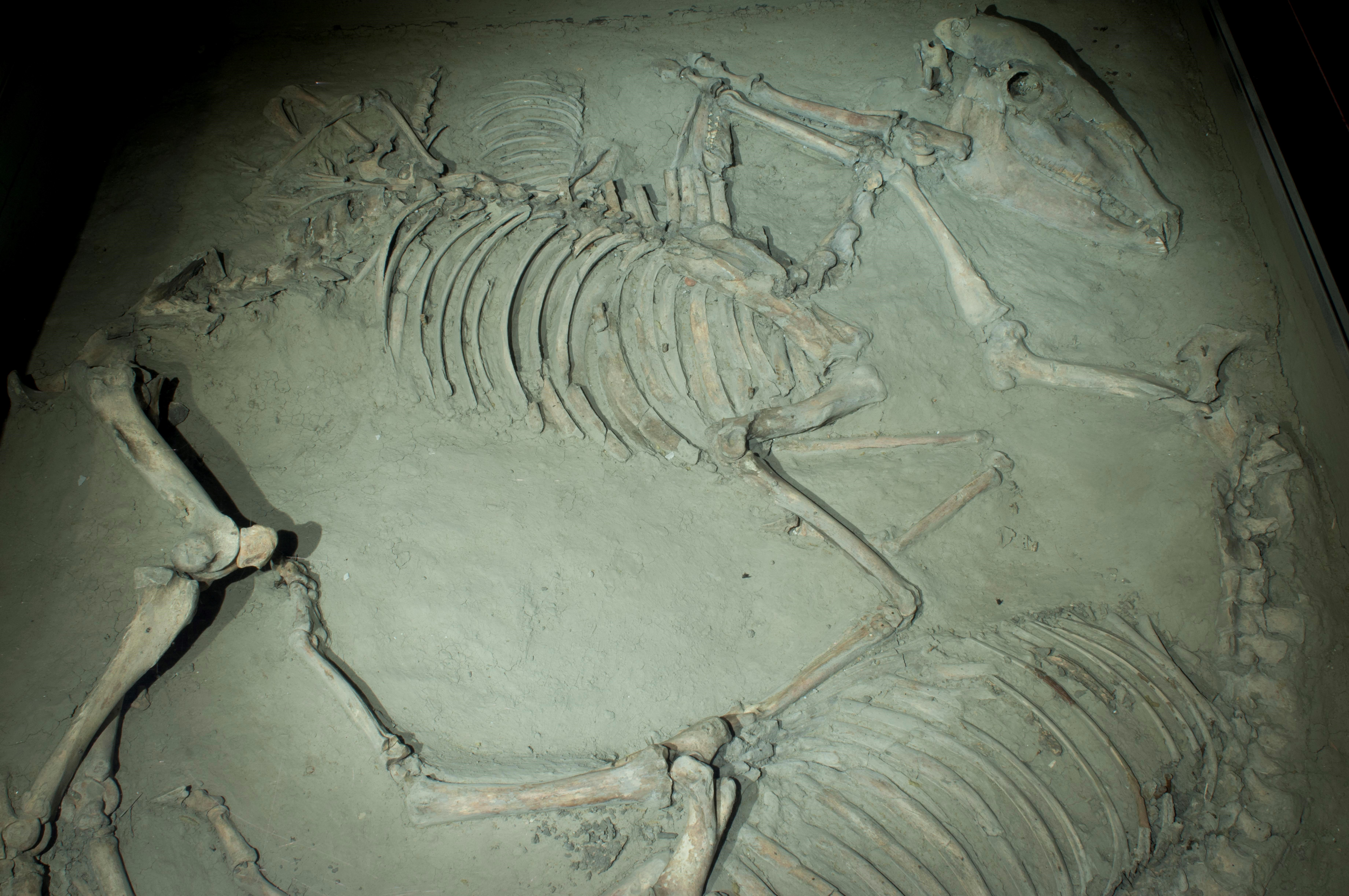
Deel van het paardengraf uit De Bouwerd, nu in Museum Wierdenland in Ezinge.

De Romeinen lieten verschillende paardengraven achter in hun rijk, waaronder graven uit de 1e eeuw in het hedendaagse Borgworm in België en in Beuningen in Nederland.
In Nederland zijn ook verschillende paarden opgegraven in terpen en wierden uit de Merovingische en de Karolingische tijd (ca. 5e-10e eeuw na Chr.), waaronder Antum, de Bultvenne (bij Termunten), Oosterbeintum en De Bouwerd. Het graf uit De Bouwerd met twee paarden en een hond wordt tentoongesteld in het Museum Wierdenland in Ezinge.
Paardengraven van na de middeleeuwen hebben doorgaans een andere herkomst. Zo wordt het grootste paardengraf van West-Europa bij Borgharen met 65 paardenskeletten uit de 17e of 18e eeuw in verband gebracht met belegeringen van de nabije vestingstad Maastricht (waarschijnlijk tijdens het beleg van 1632 of dat van 1794).

### Recentere vondsten en overblijfselen
Paardenbegrafenissen en aanverwante rituelen bleven bij sommige volkeren nog tot ver na de middeleeuwen in zwang, bijvoorbeeld in Amerika bij de Nez Perce-stam (waar gevilde en gevulde paarden werden gebruikt als grafmonumenten) en de Blackfoot-stam.
Overblijfselen van het ritueel zijn nog te vinden in de Kazachse cultuur, waar het paard van een overledene een jaar na het overlijden van de eigenaar wordt geslacht in een ceremonie die wordt begeleid door paardenraces.